# Opération Chtorm-333
Pour les articles homonymes, voir Tempête (homonymie) et bataille de Kaboul.
Guerre d'Afghanistan

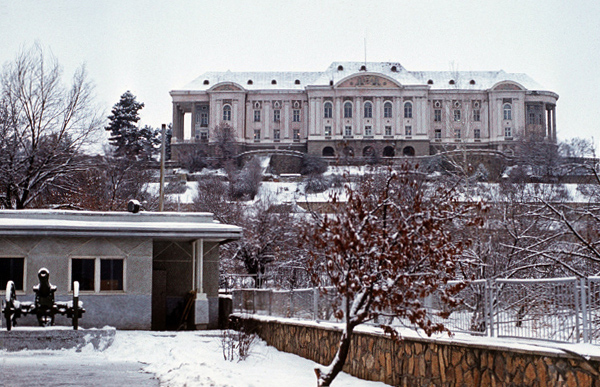
Le palais Tajbeg photographié par Mikhaïl Evstafiev en 1987. Il sert alors de quartier général à la 40e armée soviétique.

L’opération Chtorm-333 (en russe : Шторм-333, « tempête-333 ») (nom de code pour le KGB : opération AGAT/agate) est une opération des forces spéciales soviétiques (Spetsnaz) le 27 décembre 1979, qui a lieu au déclenchement de la guerre d'Afghanistan (1979-1989). Le résultat de l'opération est la prise d'assaut du palais Tajbeg, la mort du président de la république démocratique d'Afghanistan Hafizullah Amin, de son fils de onze ans, et de 200 de ses gardes du corps.
Un total de 17 autres bâtiments gouvernementaux de Kaboul sont pris d'assaut lors de l'opération Baïkal-79, dont le ministère de l'Intérieur, la Sécurité intérieure (KHAD) et l'État-major général (palais de Darulaman).

## Historique
L'attaque contre le palais présidentiel, dont la sécurité est assurée par 2 200 militaires de la garde personnelle d'Amin, est effectuée par les unités suivantes réunissant environ 660 hommes, :
- 24 de l'unité Grom (Tonnerre) du groupe Alpha ;
- 30 de l'unité Zenit (Zénith) formés d'instructeurs du KGB — tous dotés de gilets pare-balles et casques ;
- 520 hommes du 154e détachement autonome de Spetsnaz, également appelé le « bataillon musulman » car ne regroupant que des hommes originaires des républiques soviétiques d'Asie centrale musulmanes, créé spécifiquement pour servir en Afghanistan en mai 1979 et dissout après l'opération[3] et opérant sous uniforme similaire à celui de l'armée afghane ;
- 87 parachutistes de la 9e compagnie du 345e régiment aéroporté de la Garde (en) — ces deux dernières unités ne disposant pas de gilets pare-balles[3].

L'attaque surprise est initialement prévue à 21 h 30 mais elle est avancée à la suite des reconnaissances des positions soviétiques de la part des forces afghanes. Les forces spéciales soviétiques approchent de leur cible à 19 h 30 à bord de neuf véhicules de transport de troupes de l'Armée de terre soviétique BTR-60 et BMP-1 présents depuis plusieurs mois pour lutter contre une insurrection dans certaines provinces afghanes.
Ils se retrouvent sous le feu peu efficace d'armes légères et de grenades, des ZSU-23-4 déciment alors les gardes avec leurs canons de 23 mm. Les forces spéciales quittent les blindés et investissent rapidement le palais en éliminant toute résistance pièce par pièce et se rapprochent de la suite d'Amin. Celui-ci est abattu derrière un bar par un officier soviétique qui est entré dans sa chambre. L'opération a duré 43 minutes.
Selon le bilan officiel, 19 Soviétiques y perdirent la vie — deux du groupe Grom, trois du groupe Zenit, cinq parachutistes et neuf du « bataillon musulman » — dont le colonel Grigori Boïarinov, responsable de l'opération, tué par un tir ami car confondu avec un garde afghan. Une soixantaine sont blessés. Selon Vassili Mitrokhine, les pertes soviétiques ont été d'une centaine de tués et blessés possiblement sur l'ensemble de l'Afghanistan.
Les pertes afghanes sont de l'ordre de 200 tués, 200 blessés et près de 1 700 hommes capturés.